# Nery Brenes
Nery Brenes (* 25. září 1985) je kostarický atlet, sprinter, halový mistr světa v běhu na 400 metrů z roku 2012.
V letech 2008 a 2010 doběhl čtvrtý v běhu na 400 metrů na halovém mistrovství světa. V roce 2012 na světovém halovém šampionátu v Istanbulu v této disciplíně zvítězil. Na soutěžích pod širým nebem se mu v běhu 400 metrů už tak dobře nevedlo – nejlepším umístěním bylo semifinále. Nejlepšího času na této trati dosáhl v roce 2016 – 44,60 s.